# Utraquismo

Sermone Hussita, dipinto di K.F. Lessing, 1836, Alte Nationalgalerie

Utraquismo (dal latino sub utraque specie, significante "in entrambi i tipi") era il dogma principale e uno dei quattro articoli dei Calixtini, cioè gli Hussiti che sostenevano che sia il pane che il vino dovevano essere somministrati alle persone durante l'Eucaristia.

## Storia
L'Utraquismo era un dogma cristiano proposto per primo da Giacomo di Mies, professore di filosofia presso l'Università di Praga, nel 1414. Affermava che l'Eucaristia doveva essere somministrata "in entrambi i generi" - sia come pane che vino - per tutta la comunità, compresi i laici. (La pratica di prendere il vino tra i cattolici romani del tempo era solo per i sacerdoti).
Gli "utraquisti" erano una fazione moderata degli Hussiti (in contrasto con l'ala più radicale dei Taboriti, Horebiti e Orphani). Erano conosciuti anche come il partito di Praga o i Calixtini - dal latino calix, per il loro emblema, il calice.
Gli "utraquisti", alla fine riuniti con la Santa Sede, sconfissero i taboriti più radicali e gli orphani nella battaglia di Lipany nel 1434. Dopo la battaglia, quasi tutte le varianti del credo hussita riemerse erano utraquisti, come si è visto con Giorgio di Boemia, che è riuscito anche a portare la città di Tábor, la roccaforte taborita, alla conversione all'Utraquismo.

## Come termine in filosofia
Un altro uso del termine "utraquismo" appare nel libro, The Meaning of Meaning, da C.K. Ogden e I.A. Richards, in cui sotterfugio Utraquista è descritto come l'uso di un termine che può riferirsi sia al suo fisico che alla sua mente, e questa ambiguità è lasciata aperta all'interpretazione del singolo lettore o ascoltatore. Un esempio citato è la parola "percezione".